# Modello (scienza)
(Albert Einstein)

Modello di una reazione chimica

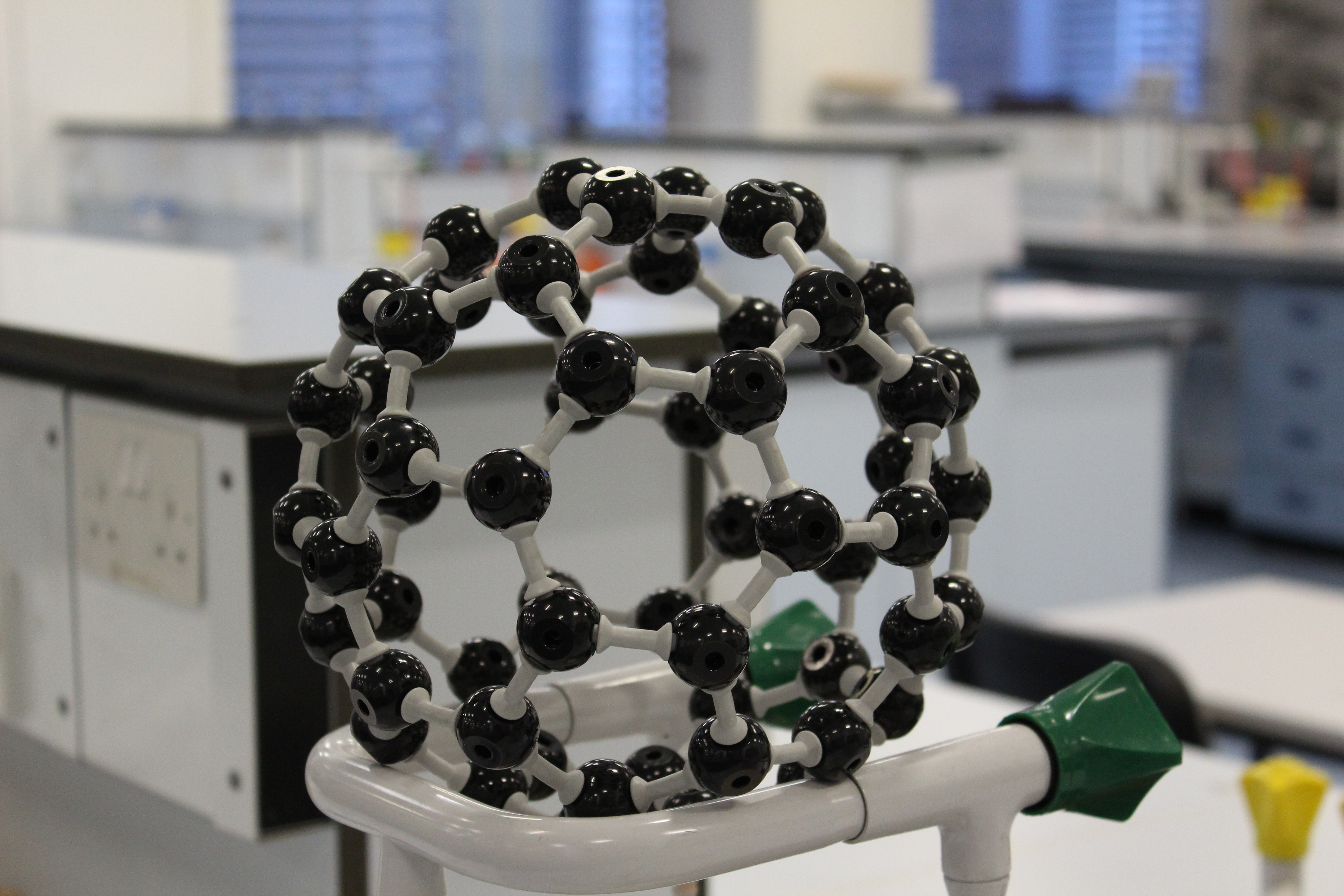
Modello fisico tridimensionale che riproduce la struttura di una molecola in modo semplificato, riproponendo le idee del corrispondente modello astratto.

Immagine stilizzata del modello atomico di Bohr, che si propone di spiegare struttura e funzionamento degli atomi

In ambito scientifico, un modello è un insieme di teorie che descrive aspetti scelti di un fenomeno in modo da permettere previsioni rispetto a quegli aspetti.
L'obiettivo di un modello è quello di poter analizzare, studiare, comprendere, quantificare ed elaborare il fenomeno in questione: si intende quindi una rappresentazione concettuale, spesso semplificata, del mondo reale o di una sua parte, capace di spiegare un determinato fenomeno.
La costituzione di un modello scientifico o tecnico, per quanto possa essere genericamente orientata o guidata in partenza da una teoria metafisica, è sempre il risultato di un contesto della prova rigoroso, predisposto in modo tale da non essere minimamente influenzato dalle aspettative e dall'interpretazione soggettiva dell'osservatore (si dice che l'osservazione e l'esperienza scientifiche, su cui si fonda la formulazione di modelli teorici validi, sono invarianti rispetto all'osservatore ; in realtà in Meccanica quantistica le cose sono un po' meno nette).

## Significati specifici
Nell'ambito delle singole scienze il termine modello assume di volta in volta connotazioni più specifiche:
- modello in matematica.
- modello nella logica matematica.
- modello in fisica.
- modello molecolare in chimica.
- Organismo modello in biologia e medicina
- modello software in informatica.
- modello di sviluppo del software in ingegneria del software
- modello in economia, finanza o, in generale, nelle scienze sociali.
- Modello statistico